# Luis Henríquez
Luis Alfonso Henríquez Ledezma (ur. 23 listopada 1981 w Panamie) – panamski piłkarz występujący na pozycji obrońcy w Warcie Śrem. W Panamie znany pod pseudonimem „Coco”.

## Sukcesy

### Drużynowe

#### Árabe Unido Colón
- Liga Panameña de Fútbol (1): 2004

#### Tauro F.C.
- Liga Panameña de Fútbol (1): 2007

#### Lech Poznań
- Mistrzostwo Polski (2): 2009/10, 2014/15
- Puchar Polski (1): 2008/09

## Kariera
Henríquez piłkarską karierę rozpoczął w klubie Sporting '89. Następnie grał w Árabe Unido, z którym w 2004 roku został mistrzem Panamy. Rok później został zawodnikiem kolumbijskiego Envigado FC, lecz szybko powrócił do rodzimej ligi, podpisując kontrakt z Tauro FC, z którym w 2007 roku po raz drugi w karierze wywalczył tytuł mistrza kraju.
Przed sezonem 2007/2008 został piłkarzem Lecha Poznań. Zadebiutował w zespole 22 września 2007 roku w wygranym spotkaniu z Ruchem Chorzów (6:2), zaś pierwszego gola strzelił pod koniec maja 2009 roku w meczu przeciwko Polonii Warszawa. W sezonie 2008/2009 sięgnął z Lechem po puchar Polski, a w finale, w którym Kolejorz zmierzył się z Ruchem, zagrał pełne 90 minut. Po zdobyciu mistrzostwa Polski w sezonie 2009/2010, podpisał 25 czerwca 2010 roku nową umowę z Lechem, obowiązującą do 30 czerwca 2011, która została przedłużona. Po sezonie 2014/2015 Lech postanowił nie przedłużać kontraktu z zawodnikiem.
W reprezentacji Panamy zadebiutował w 2003 roku. Dwa lata później zajął z nią drugie miejsce w Złotym Pucharze CONCACAF 2005.
Od stycznia 2018 roku do początku lipca 2022 roku reprezentował barwy trzecioligowego KS Polonia Środa Wielkopolska, z którego dołączył do Szturmu Junikowo, występującego na co dzień w klasie okręgowej.
Ma dwóch synów: Giovanniego i Aimara.